# Lillkyrka kyrka, Uppland
Lillkyrka kyrka är en kyrkobyggnad i Lillkyrka i Uppsala stift. Den är församlingskyrka i Boglösa församling. Fram till 2006 hörde kyrkan till Lillkyrka församling som därefter uppgick i Boglösa församling. Kyrkan ligger invid en forntida vattenväg. Bron nedanför kyrkan leder över diket från de tidigare vattensjuka områdena.

## Kyrkobyggnaden
Lillkyrka kyrka är en liten, medeltida gråstenskyrka bestående av ett rektangulärt långhus. Vid långhusets sydvästra sida finns ett vapenhus. Vid nordöstra sidan finns en sakristia och vid nordvästra sidan ett gravkor. Långhusets låga yttertak är belagt med svarta tjärade spån. Gavelröstena på långhus och vapenhus pryds av snirklade järnkors med väderflöjlar formade som drakhuvuden.

### Tillkomst och ombyggnader
Första gången kyrkan nämns är vid en visitation utförd 1303 av ärkebiskop Nils Allesson. Troligen är kyrkan densamma som idag. Kyrkorummets tre tegelvalv slogs senare under medeltiden, troligen på 1400-talet. 1653 höggs ett fönster upp i norra väggen som tidigare varit fönsterlös. Nuvarande vapenhus uppfördes 1730 och ersatte troligen ett medeltida vapenhus på samma plats. Vapenhusets ålderdomliga ytterport med gammalt lås och stor nyckel antyder att så är fallet. Gravkoret hör till Eka, Gustav Vasas mödernegård, uppförandetiden är inte känd. År 1752 togs östra gaveln ned och murades upp igen. Därefter rappades fasaderna. 1856 utbyttes tegelgolvet mot kalkstensplattor och gavelfönstren utvidgades. Samtidigt förstorades korfönstret till nuvarande storlek. På 1920-talet försågs korfönstret och långväggarnas fönster med innanfönster av katedralglas. 1949 installerades elektrisk uppvärmning. Kyrkan har till största delen förblivit oförändrad.

## Inventarier
- Predikstolen från 1649 är en gåva av friherre Åke Oxenstierna utförd av Hans Hebel. Tillhörande timglas är inköpt 1759 av bildhuggaren Holmén i Västerås.
- Två medeltida träskulpturer föreställer Maria och Kristus. Dessa förvarades fram till 1920-talet i klockstapeln. Mariaskulpturen hörde till ett helgonskåp.
- Nuvarande bänkinredning i tre slutna kvarter är från 1750.
- Gamla kyrksilvret stals 1858 och kom aldrig tillrätta.
- Tre ljuskronor finns. En är av metall och hänger mitt i kyrkorummet. Övriga två är glaskronor i empirstil.

### Orgel
- Orgeln byggdes 1840 eller 1841 av Lillkyrkabon Pehr Gullbergson. Orgeln var mekanisk med slejflådor och hade ett tonomfång på 54/20. Den byggdes av Gullbergsson och skänktes till församlingen för halva priset 721 Rdr 24 skil. Banko. Inspektorn på Häflinge gård, A. P. Bergstrand, skänkte 300 Rdl och ledamöterna skänkte resten. Friherrinnan Oxenstjerna f. von Essen, till Eka, bekostade all utsmyckning av orgelverket.[1]

| Manual            | Pedal         | Koppel  |
| Principal 8'      | Subbas 16'    | Man/Ped |
| Fugara 8'         | Violoncell 8' |         |
| Dubbel Gedacht 8' | Trumpet 8'    |         |
| Octava 4'         |               |         |
| Fleut 4'          |               |         |
| Octava 2'         |               |         |

#### Diskografi
- Gamla uppländska orglar / Löfgren, Rudolf, orgel. LP. Proprius PROP 7796. 1979.
- Gamla svenska orglar / Engsö, Rune ; Fagius, Hans ; Jacobson, Lena, orgel. 3CD. BIS-123. 1996.

## Omgivning
- Kyrkogården är omgiven av en bogårdsmur av gråsten. Under äldre tid var bogårdsmuren täckt av tjärade brädor. 1648 omtäcktes en del av bogårdsmuren. Numera finns bara stenmuren kvar. I ett visitationsprotokoll omnämns två "kyrkportar" (stigluckor). En av dessa uppfördes 1648 på bekostnad av kammarherre Åke Oxenstierna på Eka. Båda stigluckorna är rivna.
- I kyrkogårdens nordöstra hörn står en brädklädd klockstapel som är uppförd 1744. Stapeln är den tredje på platsen som man känner till. I stapeln hänger två kyrkklockor. Storklockan som ursprungligen var gammal göts om 1880 av J.A. Beckman i Stockholm. Lillklockan som skänktes till kyrkan 1648 göts om 1743 av G Meyer i Stockholm. Tidigare klockstapel uppfördes 1687 och reparerades grundligt 1714.
- Några hundra meter norr om kyrkan på Viggby gärde står runstenen U716.

### Webbkällor
- Upplandia.se - En site om Uppland